# Жюльен (коммуна)
Жюлье́н (фр. Julienne) — коммуна во Франции, находится в регионе Пуату — Шаранта. Департамент — Шаранта. Входит в состав кантона Жарнак. Округ коммуны — Коньяк.
Код INSEE коммуны — 16174.
Коммуна расположена приблизительно в 410 км к юго-западу от Парижа, в 110 км юго-западнее Пуатье, в 31 км к западу от Ангулема.

## Население
Население коммуны на 2008 год составляло 437 человек.
| 1962 | 1968 | 1975 | 1982 | 1990 | 1999 | 2008 |
| ---- | ---- | ---- | ---- | ---- | ---- | ---- |
| 257  | 280  | 307  | 296  | 381  | 395  | 437  |

## Администрация
| Период | Период | Фамилия         | Партия                    | Примечания        |
| ------ | ------ | --------------- | ------------------------- | ----------------- |
| 2001   | 2008   | Клод Маннален   | Союз за народное движение | директор компании |
| 2008   |        | Жан-Марк Лакомб |                           | работник торговли |

## Экономика
В 2007 году среди 281 человека в трудоспособном возрасте (15—64 лет) 223 были экономически активными, 58 — неактивными (показатель активности — 79,4 %, в 1999 году было 73,2 %). Из 223 активных работали 204 человека (109 мужчин и 95 женщин), безработных было 19 (9 мужчин и 10 женщин). Среди 58 неактивных 15 человек были учениками или студентами, 21 — пенсионерами, 22 были неактивными по другим причинам.

## Фотогалерея

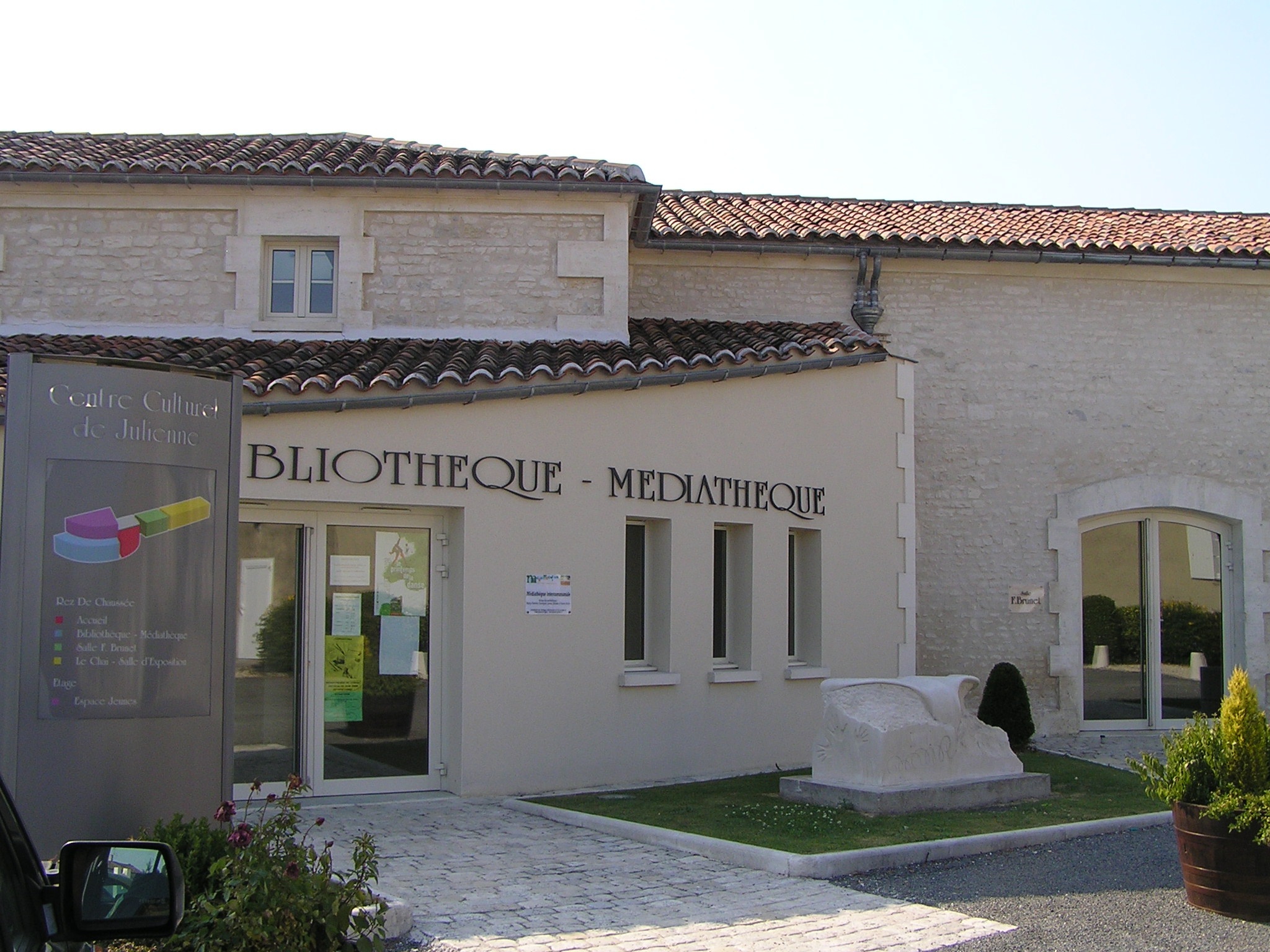
Библиотека
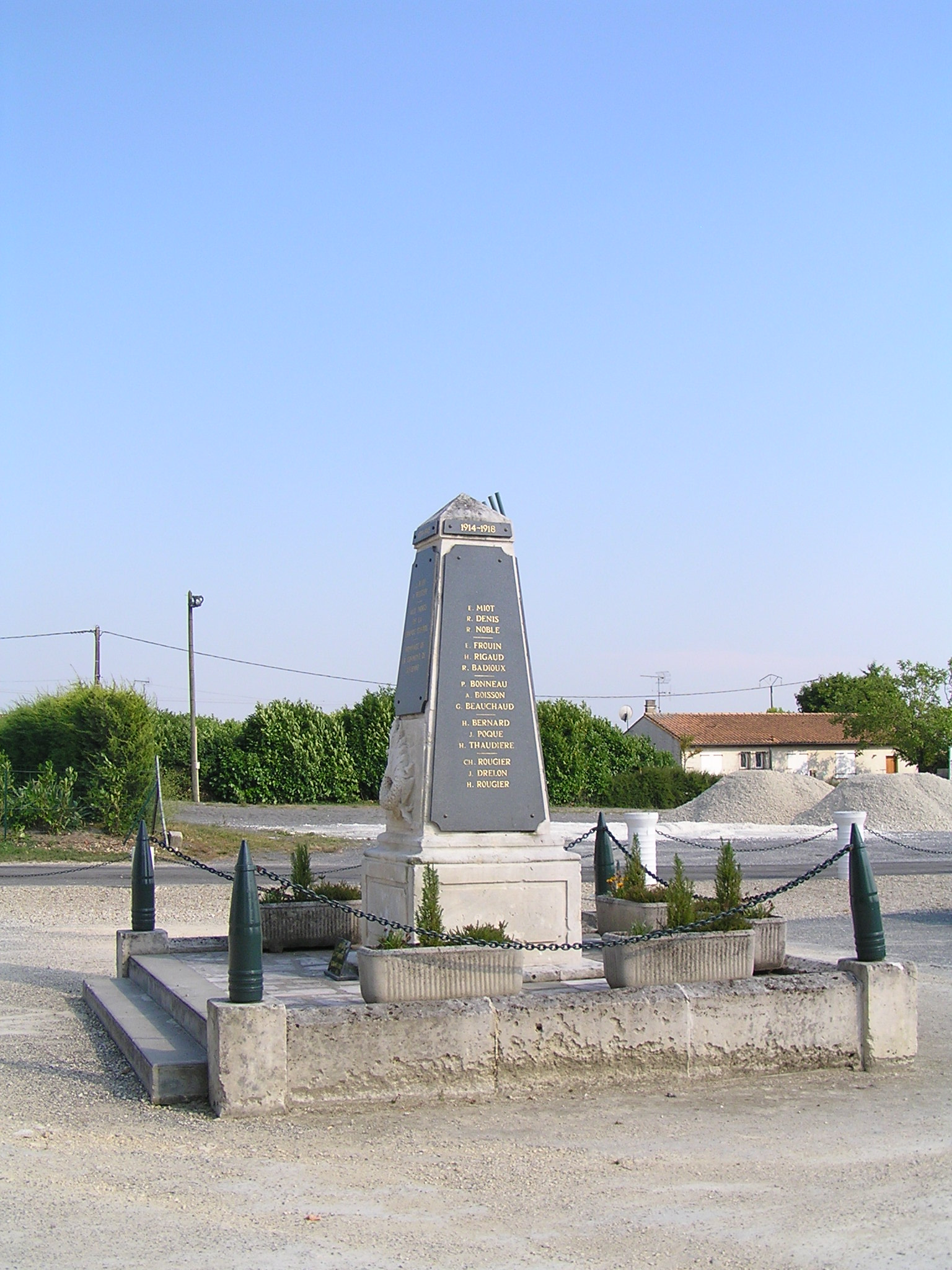
Военный мемориал
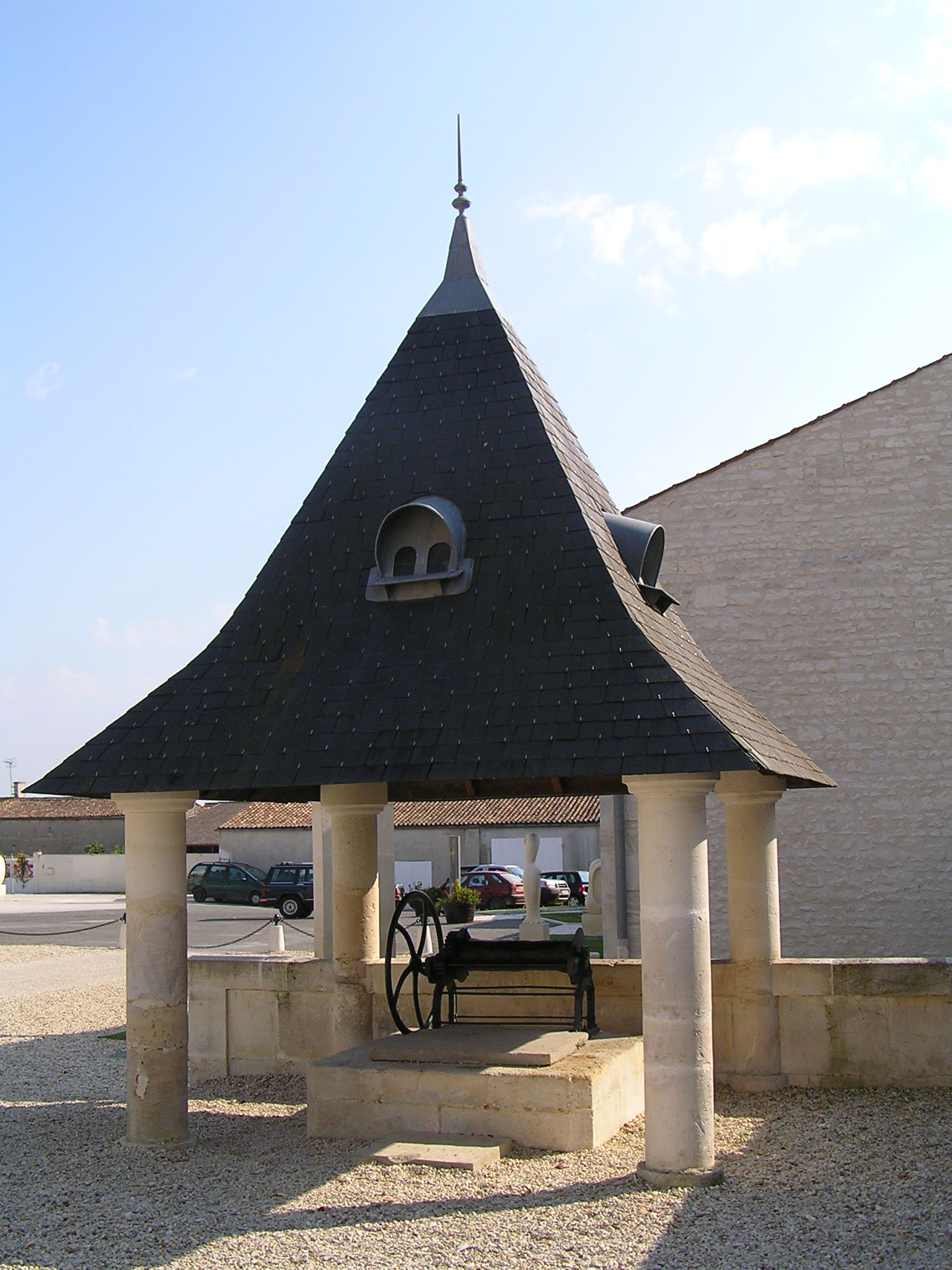
Колодец